# I Hjong-sang
I Hjong-sang (korejsky 이형상, anglický přepis: Lee Hyung-sang; * 6. května 1985 Pchohang, Jižní Korea) je jihokorejský fotbalista hrající na pozici záložníka.

## Život
Za svou kariéru hrál I na několika kontinentech. Z rodné Jižní Koreje přestoupil do Jižní Ameriky, kde hrál v Brazílii. Následně přestoupil do Evropy, a to postupně do portugalských klubů SC Beira-Mar a Feirense FC, po nichž se během jara roku 2008 přesunul do Bulharska, do fotbalového klubu z Varny. V bulharské Efbet lize nastoupil k prvnímu utkání v jejím pátém kole, ve kterém Spartak Varna hostil Lokomotiv Plovdiv (1:1), a I Hjong-sang se tak stal prvním fotbalistou pocházejícím z Jižní Koreje, jenž nastoupil k soutěžnímu utkání v nejvyšší bulharské lize. Poté nastupoval za korejský Seongnam Ilhwa, odkud si ho v červnu 2009 na zkušenou vytáhl zpět do Evropy český klub Baník Ostrava, jenž vedl trenér Miroslav Koubek. V tu dobu v tamním regionu otevírala korejská automobilka Hyundai v Nošovicích svůj pobočný závod Hyundai Motor Manufacturing Czech a představitelé Baníku věřili, že angažováním korejského fotbalisty osloví možné obchodní partnery či sponzory z Jižní Koreje. I na testech uspěl a 24. června získal smlouvu na tři roky, čímž se stal prvním mimoevropským hráčem v klubové historii. Mezi hráči dostal přezdívku Lio. Přestože představitelé Baníku před sezónou o I Hjong-sangovi hovořili jako o perspektivním fotbalistovi, vydržel nakonec v ostravském klubu pouhou jednu sezónu a nastoupil pouze na závěrečné minuty do jediného utkání, a sice ve třetím kole proti celku FC Viktoria Plzeň (1:0), čímž se po obránci Fernandu Nevesovi pocházejícím z Kapverd stal druhým mimoevropským hráčem, jenž za Baník nastoupil (Neves hrál již v prvním kole proti 1. FK Příbrami).
Po odchodu z Baníku začal I hrát za chorvatský celek NHK Šibenik, odkud se pak vrátil zpět do své rodné země, kde kariéru v roce 2013 ukončil. Celkově za svou kariéru nastoupil I Hjong-sang k 31 utkáním, v nichž nezaznamenal žádnou branku.

## Sportovní kariéra
Za svou kariéru postupně oblékal dres těchto celků:
- 2003–2004:  Ulsan Hyundai FC
- 2004–2007:  Daejeon Citizen
- 2007–2008:  SC Beira-Mar
- 2008:  CD Feirense
- 2008–2009:  FC Spartak Varna
- 2009:  Seongnam Ilhwa
- 2009–2010:  FC Baník Ostrava
- 2010–2011:  HNK Šibenik
- 2011–2012:  Daegu FC
- 2012:  Gangneung City
- 2012–2013:  Gimhae FC